# Скоково
Ско́ково (рос. Скоково) — присілок у складі Бабушкінського району Вологодської області, Росія. Входить до складу Підболотного сільського поселення.

## Населення
Населення — 109 осіб (2010; 149 у 2002).
Національний склад (станом на 2002 рік):
- росіяни — 100 %